# (29637) 1998 VN11
A (29637) 1998 VN11 a Naprendszer kisbolygóövében található aszteroida. A LINEAR projekt keretében fedezték fel 1998. november 10-én.